# الجدول الزمني لكرة القدم الإنجليزية
احداث رياضية رئيسية حدثت في الدوري الانجليزي الممتاز في الفترة من 2009 وحتى 2020

### 2020
- فاز نادي ليفربول بلقب الدوري الإنكليزي الممتاز للمرة التاسع عشر في تاريخه
- وكانت اول مرة تم استخدام التحكيم بمساعدة الفيديو في الدوري الانكليزي الممتاز

### 2019
- أصبح نادي مانشستر ستي أول نادي يحقق لقب الدوري الإنكليزي الممتاز مرتين متتاليتين بعد نادي مانشستر يونايتد في عام 2009.
- حقق نادي ليفربول اللقب السادس لهم في الدوري الاوربي ولقب دوري ابطال اوروبا في مدريد ضد نادي توتنهام هوتسبير.
- أصبح مانشستر ستي أول نادي إنكليزي يفوز بالثلاثية المحلية (كأس الاتحاد الإنكليزي، كأس رابطة المحترفين، والدوري الإنكليزي الممتاز).

### 2018
- حقق نادي مانشستر ستي لقب الدوري الإنكليزي الممتاز وأصبح أول نادي يحقق 100 نقطة في الدوري. خلال الموسم، حطم العديد من الأرقام القياسية في الدوري الإنكليزي الممتاز.
- في الدوري الإنجليزي الدرجة الاولى، أنهى كل من فرعي ويمبلدون، نادي ايه اف سي ويمبلدون وميلتون كينز دونز الموسم 2017-18 بمصير مختلف مع بقاء ايه اف سي في الدرجة الأولى ونزول نادي ميلتون كينز دونز لدوري الإنجليزي الدرجة الثانية. يعني ذلك ان موسم 2017-18 هو أول موسم يلعب فيه نادي ايه اف سي ويمبلدون في دوري اعلى من نادي ميلتون كينز دونز.

### 2017
- أصبح ارسين فينغر أكثر مدرب في تاريخ كأس الاتحاد الإنجليزي يتوج باللقب حيث حقق اللقب للمرة السابعة. استعاد نادي ارسنال اللقب القياسي كأكثر نادي تتويجا بكأس الاتحاد الإنجليزي برصيد ثلاثة عشر لقب.
- أخفق نادي ارسنال بالتأهل لدوري ابطال أوروبا للمرة الأولى منذ عام 1997.
- وفاة غراهام تيلور المدرب السابق لنادي لينكولن ستي وواتفورد واستون فيلا ومنتخب إنجلترا عن عمر ناهز ال 72 عاما.

### 2016
- إعادة تسمية دوري كرة القدم إلى الدوري الإنجليزي لكرة القدم ويشمل جميع البطولات والمسابقات التي تُنَظم بما في ذلك كأس رابطة المحترفين (EFL).
- عادل مانشستر يونايتد الرقم القياسي لنادي ارسنال بتحقيقه اللقب الثاني عشر في كأس الاتحاد الإنكليزي.
- فاز نادي ليستر ستي بأعلى القاب كرة القدم الإنجليزية، الدوري الإنكليزي الممتاز، حيث قدم أحد الكتب الرياضية البريطانية قبل بداية الموسم احتمال 5000/1 مقابل فوز النادي باللقب.[1]
- أصبح جيمي فاردي نجم نادي ليستر ستي أول لاعب يحرز اهداف في 11 مباراة متتالية في تاريخ الدوري الإنجليزي الممتاز.

### 2015
- فاز نادي ارسنال بكأس الاتحاد الإنجليزي وحقق الرقم القياسي برصيد 12 لقب.
- يلعب نادي بورنموث في الدوري الإنجليزي للمرة الأولى بعد فوزه في دوري البطولة الإنجليزية.

### 2014
- عُين لويس فان خال في التاسع عشر من مايو مدربا لنادي مانشستر يونايتد ورايان غيغز مساعدا له وأكد اعتزاله بصفته لاعبا لكرة القدم في عمر الاربعين بعد قرابة ربع قرن لعب فيه 963 مباراة وحقق رقما قياسيا بفوزه ب 22 لقبا.[2]

### 2013
- اعتزال السيراليكس فيرغسون بعد الفوز باللقب العشرين مع مانشستر يونايتد.
- فاز نادي ويغان اتلتيك بكأس الاتحاد الإنكليزي للمرة الأولى، لكنه هبط من الدوري الإنجليزي الممتاز، مما جعله أول نادي يحقق كأس الاتحاد الإنجليزي ويهبط من الدوري الممتاز في الموسم نفسه.
- فاز نادي سوانزي ستي بكأس رابطة المحترفين للمرة الأولى مما جعله أول نادي ويلزي يمثل نظام دوري كرة القدم الإنجليزية في الدوريات الأوروبية.
- وقع غاريث بيل لنادي ريال مدريد مقابل 85.3 مليون جنيه استرليني.

### 2012
- فاز نادي مانشستر ستي بلقب الدوري الإنجليزي الممتاز وهو ثالث فوز له في الدوري الإنجليزي وأصبح أول فريق يفوز بالدوري الإنجليزي الممتاز وقد هبط من الدوري سابقا.
- فاز نادي تشيلسي بدوري ابطال أوروبا أول مرة في تاريخه بتغلبه على نادي بايرن ميونخ بركلات الترجيح في ملعب الأليانز أرينا.

### 2011
- فاز مانشستر ستي بكأس الاتحاد الإنجليزي بنسخته ال 130 متغلبا على نادي ستوك ستي بهدف دون رد في ويمبلي.
- في يوم السبت في الخامس من فبراير، تم تسجيل 41 هدف من 8 مباريات في الدوري الإنجليزي الممتاز وهو الرقم القياسي لعدد الاهداف المسجلة في يوم واحد منذ ان أصبح الدوري يتضمن 20 فريقا. كانت النتائج: استون فيلا 2-2 فولهام، ايفيرتون 5-3 بلاكبول، مانشستر ستي 3-0 ويست بروم، نيوكاسل 4-4 ارسنال، ستوك 3-2 سندرلاند، توتنهام 2-1 بولتون، ويغان 4-3 بلاك برن، ولفز 2-1 مانشستر يونايتد.
- وقع فيرناندو توريس لنادي تشيلسي قادما من ليفربول بقيمة 50 مليون جنيه إسترليني وأصبح الرقم القياسي في بريطانيا.

### 2010
- أخفق نادي ليفربول بالتأهل لدوري ابطال أوروبا للمرة الأولى منذ عام 2003. احتل نادي توتنهام هوتسبير المركز الرابع في الدوري الإنجليزي الممتاز وبهذا انتزع مكانة ليفربول من منافسة أفضل الاندية الأوروبية.

### 2009
- أصبح مانشستر يونايتد أول نادي يفوز بثلاث القاب متتالية في الدوري الإنجليزي الممتاز في أكثر من مناسبة وفاز أيضا باللقب الثالث في تاريخه بكأس رابطة المحترفين الإنجليزية (EFL)، ولكنهم تحملوا خيبة الأمل عقب خسارتهم بهدفين (2-0) من نادي برشلونة الاسباني في نهائي دوري ابطال أوروبا.
- غادر نادي كارديف سيتي ملعبهم نينيان بارك بعد 100 عام منتقلًا إلى ملعب جديد قريب يتسع لـ 27000 متفرج.
- أصبح المهاجم البرتغالي كريستيانو رونالدو أغلى لاعب في العالم بعد بيعه من قبل نادي مانشستر يونايتد للعملاق الاسباني نادي ريال مدريد بقيمة 80 مليون جنيه إسترليني.
- توفي السير بوبي روبنسون الذي قاد نادي إيبسويتش تاون للفوز بكأس الاتحاد الإنجليزي سنة 1978 وكأس الدوري الأوروبي عام 1981، بالإضافة لذلك، قاد منتخب إنجلترا إلى نصف نهائي كأس ألعالم عام 1990، بمرض السرطان عن عمر ناهز الـ 76 عام.
- توقف نادي تشستر ستي، نادي المؤتمر، عن اللعب بعد 125 عاما، بعد هبوطه في العام السابق إلى دوري كرة القدم الإنجليزي. تم إعادة إنشاء النادي باسم تشيستر ليتنافس في بادئ الامر في دوري الإقليم.
- هبط نادي لوتون تاون إلى دوري المؤتمر (المستوى الخامس) بعد خصم 30 نقطة بسبب المخالفات المالية وبذلك أصبح أول نادي يهبط إلى هذا المستوى بعد هبوطه بثلاث مرات متتالية.[3]